# Anna Kowalewska (pedagog)
Anna Kowalewska (ur. ok. 1962, zm. 19 stycznia 2023) – polski pedagog i wirusolog, dr hab. n. społ., dr n. med.

## Życiorys
W 1996 uzyskała stopień naukowy doktora nauk medycznych w dyscyplinie: biologia medyczna (specjalność: wirusologia) na podstawie rozprawy pt. Opracowanie metody wykrywania i analizy antygenowej białek wirusa kleszczowego zapalenia mózgu i zastosowanie jej do diagnostyki zakażeń człowieka w Państwowym Zakładzie Higieny. Habilitację w dziedzinie nauk społecznych; w dyscyplinie; pedagogika (specjalność: pedagogika zdrowia) uzyskała w 2014 na podstawie rozprawy pt. Palenie tytoniu przez dziewczęta w okresie dorastania w kontekście uwarunkowań psychospołecznych na Wydziale Pedagogicznym Uniwersytetu Warszawskiego. 
Była adiunktem w Katedrze Biomedycznych Podstaw Rozwoju i Seksuologii na Wydziale Pedagogicznym Uniwersytetu Warszawskiego. Należała do Rady Dyscypliny Naukowej Pedagogiki.
Była członkiem krajowej i międzynarodowej grupy badawczej nad zachowaniami zdrowotnymi młodzieży szkolnej HBSC (Health Behaviour In School-aged Children. A WHO Cross-national Collaborative Study), w grupie roboczej „zachowania ryzykowne” (RB Risk behaviours).

## Wybrana bibliografia autorska
- Biomedyczne podstawy rozwoju i edukacji (Wydawnictwo Naukowe PWN, Warszawa, 2021; ISBN 9788301217839) wspólnie z Barbarą Woynarowską i Zbigniewem Izdebskim
- Palenie tytoniu przez dziewczęta w okresie dorastania w kontekście czynników psychospołecznych (Oficyna Wydawnicza Aspra-JR, Warszawa, 2013; ISBN:9788375452273)